# Kombolcha
Kombolcha (amharisch ኮምቦልቻ Kombolča) ist eine Stadt in der Region Amhara in Äthiopien. Sie liegt 25 km südöstlich von Dese und verfügt über einen Flughafen, den sie mit dieser Nachbarstadt teilt.
Der Ort gehört administrativ zur Woreda Kombolcha in der Zone Debub Wollo innerhalb des Bundesstaates Amhara.
Laut Volkszählung 1994 waren von 462.951 Einwohnern 91,34 % Amharen, 5,85 % Tigray und 1,29 % Oromo. 93,02 % sprachen Amharisch als Erstsprache. 57,42 % waren Muslime und 41,71 % äthiopisch-orthodoxe Christen. 2005 lebten laut Volkszählung 68.766 Menschen in Kombolcha.